# Paul Seye
Paul Seye (* 10. April 1944 in Gent) ist ein ehemaliger belgischer Radrennfahrer.

## Sportliche Laufbahn
Seye war Bahnradsportler und auch im Straßenradsport aktiv. Bei den Bahnradsport-Weltmeisterschaften 1966 gewann er die Silbermedaille im 1000-Meter-Zeitfahren hinter Pierre Trentin. 1963 gewann er die nationale Meisterschaft der Amateure in der Einerverfolgung vor Jacques Ghesquière. 1965 wurde er Vize-Meister hinter Herman Vrijders. 1966 holte Seye drei Titel in Belgien. Er gewann im Omnium, im 1000-Meter-Zeitfahren und in der Mannschaftsverfolgung. Seye bestritt einige Bahnländerkämpfe, unter anderem gegen die Nationalmannschaften der DDR und der Bundesrepublik.
1966 wurde Seye Berufsfahrer im und blieb bis 1968 als Radprofi aktiv. Er bestritt einige Sechstagerennen, ohne vordere Platzierungen zu erreichen.
Auf der Straße hatte er keine Erfolge.